# Atrichozancla cosymbota
Atrichozancla cosymbota is een vlinder uit de familie van de Lecithoceridae. De wetenschappelijke naam van de soort is voor het eerst geldig gepubliceerd in 1920 door Meyrick.